# Eduard Dietl
Eduard Wohlrath Christian Dietl, född 21 juli 1890 i Aibling, död 23 juni 1944 i Hartberg, Österrike i en flygplanskrasch, var en tysk general. Han utnämndes till generalöverste den 1 juni 1942. Han erhöll Riddarkorset av Järnkorset med eklöv och svärd 1944. Eklöven förlänades Dietl den 19 juli 1940 som den förste tyske soldaten.

## Biografi
Dietl deltog som officer i första världskriget och var 1919 med om att kämpa ned det röda upproret i München. Han närvarade den 7 oktober 1919 vid ett av Tyska arbetarpartiets möten och blev en tidig anhängare till Adolf Hitler. Tyska arbetarpartiet bytte året därpå namn till Nationalsocialistiska tyska arbetarepartiet (NSDAP). Efter Hitlers maktövertagande 1933 steg Dietl snabbt i graderna. Vid krigsutbrottet 1939 kämpade han i Polen och var under invasionen av Norge chef över de tyska bergsjägarna (och senare sjömännen från de sänkta jagarna) som sattes i land vid Narvik. 
Då Tyskland 1941 gick till angrepp mot Sovjetunionen ledde han en bergsarmékår i riktningen Murmansk och erövrade Petsamo. Vid ingången av 1942 fick han befälet över den tyska Lapplandsarmén (sedermera 20. Bergsarmén) som skötte fronten norr om Ule träsk. På grund av sitt intagande och karismatiska väsen åtnjöt han stor respekt bland sina trupper och var ytterst uppskattad även bland den inhemska befolkningen. 
Dietl besökte i juni 1944 Hitler i Berchtesgaden för att dryfta läget och omkom i en flygolycka. Legenden om att han föll offer för ett attentat som Hitler arrangerat lever fortfarande i norra Finland.

## Befäl
- 3. Gebirgs-Division 1 maj 1938 – 24 april 1940
- Gebirgs-Armeekorps Norwegen 14 juni 1940 – 15 januari 1942
- Armee Lappland 15 januari – 22 juni 1942
- 20. Gebirgs-Armee 22 juni 1942 – 23 juni 1944

## Utmärkelser i urval
- Järnkorset av andra klassen: 16 september 1914
- Järnkorset av första klassen: 3 september 1916
- Såradmärket i silver
- Bayerska militärförtjänstorden av fjärde klassen med svärd och krona
- Blodsorden
- Wehrmachts tjänsteutmärkelse
- Riddarkorset av Järnkorset med eklöv och svärd
- Narvikskölden: 21 mars 1941
- Storkorset av Finlands Vita Ros’ orden med svärd och kraschan: 9 november 1941
- NSDAP:s partitecken i guld: 30 januari 1943
- Östfrontsmedaljen
- Omnämnd i Wehrmachtbericht (Wehrmachtrapporten) den 10 juni 1940
- Frihetskorsets orden av första klassen med stor stjärna, svärd, eklöv och kraschan: 21 januari 1944
- Storkorset av Frihetskorsets orden med svärd: 24 juni 1944